# Francesco Atti
Francesco Atti o degli Atti (Todi, ... – Pont-de-Sorgues, 25 agosto 1361) è stato un cardinale e arcivescovo cattolico italiano, vescovo di Firenze nel 1355 dopo Angelo Acciaiuoli senior.

## Biografia
Originario di Todi, era già stato abate di Montecassino. Noto per le sue missioni diplomatiche, dopo un anno di episcopato a Firenze fu nominato cardinale presbitero con il titolo di San Marco il 23 dicembre 1356 da papa Innocenzo VI e l'anno successivo penitenziere maggiore.
Morì a causa di un'epidemia ed è sepolto nella chiesa dei celestini ad Avignone.